# سید مجتبی محفوظی
سید مجتبی محفوظی (زاده ؟) سیاستمدار ایرانی و نماینده دوره یازدهم مجلس شورای اسلامی از حوزه انتخابیه آبادان بوده‌است. وی توانست در یازدهمین انتخابات مجلس شورای اسلامی با کسب ۲۱ هزار و ۴۰۲ رأی از مجموع ۷۰ هزار و ۲۳۱ رأی، از حوزه انتخابیه آبادان از استان خوزستان وارد مجلس شود.

## انتخابات ریاست‌جمهوری ۱۴۰۳
وی در روز یکشنبه ۱۳ خرداد ۱۴۰۳ با حضور در وزارت کشور برای انتخابات ریاست‌جمهوری دوره چهاردهم ثبت‌‌نام کرد.